# Aulacoserica luluensis
Aulacoserica luluensis är en skalbaggsart som beskrevs av Louis Burgeon 1943. Aulacoserica luluensis ingår i släktet Aulacoserica och familjen Melolonthidae. Inga underarter finns listade.